# Сельское поселение Дмитриевка
Сельское поселение Дмитриевка — муниципальное образование в Нефтегорском районе Самарской области.
Административный центр — село Дмитриевка.

## Известные земляки
- Коротков Иван Николаевич (род. в 1921 г. в с. Дмитриевка) — командир отделения разведки 223-го кавалерийского полка 63-й кавалерийской дивизии 5-го Гвардейского Донского казачьего кавалерийского корпуса, Герой Советского Союза, удостоенный этого звания за форсирование реки Южный Буг в районе города Первомайск в 1944 году.

## Административное устройство
В состав сельского поселения Дмитриевка входят:
- село Верхняя Домашка,
- село Дмитриевка,
- село Филипповка.